# 扶筐增三
天龍座54，又名BD+57 1968，HD 180610、SAO 31497、HR 7309，是天龍座的一颗恒星，视星等为4.99，位于銀經88.52，銀緯19.81，其B1900.0坐标为赤經19h 12m 8s，赤緯+57° 19.81′ 57″。